# 盐池站
盐池站位于中华人民共和国宁夏回族自治区吴忠市盐池县，是太中银铁路定银支线上的火车站，建于2010年，由中国铁路兰州局集团银川车务段管辖。

## 歷史
- 建于2010年。

## 外部連結
- 中国铁路客户服务中心 （页面存档备份，存于）